# Yutaka Kaneko (Fußballspieler)
Yutaka Kaneko (japanisch 金子 豊 Kaneko Yutaka; * 16. Oktober 1979 in der Präfektur Saitama) ist ein ehemaliger japanischer Fußballspieler.

## Karriere
Kaneko erlernte das Fußballspielen in der Universitätsmannschaft der Asia-Universität. Seinen ersten Vertrag unterschrieb er 2002 bei Ehime FC. Der Verein spielte in der dritthöchsten Liga des Landes, der Japan Football League. 2005 wurde er mit dem Verein Meister der Japan Football League und stieg in die J2 League auf.